# Liste der Abgeordneten zum Greizer Landtag (1874–1876)
Diese Liste nennt die Abgeordneten zum Greizer Landtag 1874–1876.

## Vorbemerkungen
Der Greizer Landtag bestand 1867 bis 1919. Bis 1918 wurden die Abgeordneten auf sechs Jahre gewählt. Alle drei Jahre schied eine Hälfte der Abgeordneten aus und wurde neu gewählt. Entsprechend teilt sich die Liste nach den Wahlen in 3-Jahresabschnitte auf. Neben den Abgeordneten wurden auch individuelle Stellvertreter gewählt. Diese sind aufgeführt, wenn sie an Landtagen teilgenommen haben.
Unter „Wahlbezirk“ ist angegeben, wie die Wahl zustande kam.
- Drei der Mitglieder wurden vom Fürsten ernannt, gekennzeichnet mit „F“
- Zwei der Mitglieder wurden von den Ritterguts- und Großgrundbesitzern in direkter Wahl gewählt, gekennzeichnet mir „RG“
- Sieben Mitglieder wurden von den übrigen Staatsbürgern in indirekter Wahl gewählt, gekennzeichnet mit „AW“. AW 1 und 2 entsprachen jeweils eine Hälfte der Stadt Greiz, AW 3 der Stadt Zeulenroda, AW 4 bis 6 waren Landgemeinden der Herrschaft Greiz und AW 7 die Landgemeinden der Herrschaft Burgk.

Das Parteienwesen entstand erst im Laufe der Zeit. Für die Anfangszeit ist unter „Partei“ die politische Richtung des Abgeordneten angegeben, als NL für Nationalliberal oder kons für Konservativ.

## Liste
Die 1874 gewählten Abgeordneten wären eigentlich bis 31. Dezember 1879 gewählt worden. Aufgrund der Landtagsauflösung endete die Mandatszeit für diese jedoch bereits am 29. Juli 1878.
| Name                     | Wohnort                  | Wahlbezirk | gewählt bis       | Partei  | Anmerkung |
| ------------------------ | ------------------------ | ---------- | ----------------- | ------- | --- |
| Theodor von Dietel       | Greiz                    | F          | 29. Juli 1878     | kons    | Er legte das fürstliche Mandat am 31. Dezember 1876 nieder, da er sich am 30. April 1877 der Wahl im AW 7 stellte. Nachfolger für das fürstliche Mandat war Martin                                                                     |
| Heinrich Feistel         | Greiz                    | AW 4       | 31. Dezember 1876 | ./.     | Landtagspräsident |
| David Feistel            | Altgommla                | AW 5       | 29. Juli 1878     | ./.     | 0 |
| Lucian Hempel            | Greiz                    | AW 3       | 29. Juli 1878     | NLP     | Vom 23. November bis 24. Dezember 1875 und vom 2. bis 21. Dezember 1876 Vertreter für Ludwig. Wegen des Umzugs nach Sachsen im August 1877 legte er das Stellvertreter-Mandat nieder. Nachfolger wurde am 29. Juni 1876 Carl Schopper. |
| Otto Henning             | Greiz                    | AW 2       | 1. Dezember 1876  | NL/RFKB | 0 |
| Albin Hoffmann           | Greiz                    | F          | 29. Juli 1878     | ./.     | Mandat am 18. November 1875 niedergelegt. Nachfolger war Weidinger |
| Eduard Knoll             | Greiz                    | F          | 31. Dezember 1876 | ./.     | Landtagsvizepräsident vom 10. Dezember 1874 bis 25. Februar 1875 |
| Heinrich von Kommerstädt | Ober- und Unterschönfeld | RG         | 31. Dezember 1876 | kons    | 0 |
| Franz Ludwig             | Zeulenroda               | AW 3       | 29. Juli 1878     | ./.     | 0 |
| Karl Friedrich Petzold   | Schönfeld                | RG         | 29. Juli 1878     | ./.     | 0 |
| Wilhelm Friedrich Pohl   | Plothen                  | AW 7       | 31. Dezember 1876 | ./.     | Vom 18. Dezember 1874 bis zum 25. Februar 1875 und vom 15. bis 21. Dezember 1876 Stellvertreter von Taut |
| Christian Friedrich Rost | Arnsgrün                 | AW 6       | 31. Dezember 1876 | ./.     | 0 |
| Friedrich Ferdinand Taut | Greiz                    | AW 7       | 31. Dezember 1876 | ./.     | 0 |
| Erdmann Völckel senior   | Rittergut Hohenölsen     | RG         | 31. Dezember 1876 | ./.     | Vom 20. bis zum 25. Februar 1875 und vom 7. November bis 21. Dezember 1876 Stellvertreter von von Kommerstädt |
| Karl Weidinger           | Greiz                    | F          | 29. Juli 1878     | kons    | Landtagsvizepräsident vom 23. November bis 24. Dezember 1875 und vom 7. November bis 29. Dezember 1876. Zunächst Stellvertreter für Hoffmann, nach dessen Mandatsverzicht vom Fürsten ernannt.                                         |
| Theodor Zopf             | Greiz                    | AW 1       | 29. Juli 1878     | NLP     | 0 |